# Daniel Kinahan
Daniel Kinahan (* 25. Juni 1977) ist ein mutmaßlicher irischer Krimineller, der auch als Boxmanager in Erscheinung tritt. Irische, US-amerikanische und spanische Ermittler betrachten ihn als Kopf der Kinahan Organised Crime Group (KOCG).

## Als Krimineller
Sein Vater Christy Kinahan kontrollierte in den 1980er-Jahren den Heroinhandel in Dublin. Er wurde 1986 festgenommen und zu sechs Jahren Haft verurteilt. Nach der Verbüßung seiner Haft zog er zunächst nach Amsterdam, dann an die Costa del Sol, wo er mutmaßlich seinen Kontakt ins Drogenmilieu festigte. Im Jahr 2010 wurde er, zusammen mit seinen Söhnen Daniel und Christopher Jr., von der spanischen Polizei festgenommen. Nach Angaben der Ermittler übten sie absolute Kontrolle über die irische Unterwelt aus und hatten maßgeblichen Einfluss auf Mafiagruppen an der Costa del Sol. Daniel Kinahan war hiernach verantwortlich für den Rauschgifthandel und die „harten kriminellen Aktivitäten“. Er habe das Geschäft inzwischen vollständig von seinem Vater übernommen. Die folgenden Gerichtsverfahren wurden nie abgeschlossen. Bisher wurde Daniel Kinahan in keinem Fall gerichtlich verurteilt.
Es laufen gegenwärtig Ermittlungen wegen zahlreicher Verwicklungen in Mordanschläge auf konkurrierende Kriminelle. In Irland starben mindestens 20 Menschen in einer Fehde zwischen der KOCG und der konkurrierenden Hutch Gang. Dort sind rund 60 Mitglieder der KOCG in Haft.  Die Regierung Irlands steht nach eigenem Bekunden wegen Kinahan in Gesprächen mit der Regierung der Vereinigten Arabischen Emirate, da Kinahan inzwischen in Dubai eine Immobilie besitzt und dort lebt.
Durch die Beschlagnahmung von PGP-Servern in Kanada und Costa Rica wurden auf diesen Nachrichten entdeckt, die darauf hinweisen, dass Kinahan Teil eines Super-Kartells ist, das Kokain im Wert von insgesamt fast 30 Milliarden Euro nach Europa geschmuggelt hat. Zu dem Kartell gehören demnach auch Ridouan Taghi, Ricardo Riquelme Vega (genannt El Rico), Noufal Fassih und der mutmaßliche Kopf der Camorra Raffaele Imperiale, welche auch als Gäste bei Kinahans Hochzeit in Dubai waren. Vega, Fassih, Taghi und Imperiale wurden inzwischen von der Polizei festgenommen.
Nach mehreren Razzien, unter anderem in den Niederlanden, steht die Organisation angeblich finanziell unter erheblichem Druck.
Am 12. April 2022 gab das amerikanische Finanzministerium bekannt, dass Daniel Kinahan sowie sechs weitere führende Mitglieder der „Kinahan Organized Crime Group“ ab sofort auf der Sanktionsliste stehen. Ihr Eigentum in den Vereinigten Staaten werde beschlagnahmt, Geschäfte mit ihnen zu machen, sei ab sofort verboten. Außerdem lobte die Drogenbehörde DEA eine Belohnung in Höhe von fünf Millionen Dollar für Hinweise aus, die zur Festnahme von Daniel Kinahan, seines Bruders Christopher Jr. oder seines Vaters Christy Kinahan führen.
Ende November 2022 wurde durch die Behörden in den Häfen von Algeciras, Valencia und Barcelona ein Netzwerk zum Schmuggel von Kokain aus Panama aufgedeckt. Es gab allein 15 Verhaftungen in Spanien, sowie darüber hinaus in den Niederlanden und in Dubai, teilweise im direkten Umfeld von Kinahan.

## Im Sport
Kinahan gründete im Jahr 2012 in Marbella zusammen mit dem irischen Boxer Matthew Macklin die Boxgym Macklin’s Gym Marbella (MGM). Nach Namensstreitigkeiten mit den MGM Studios wurde der Boxstall später in MTK Global umbenannt. Das Gym verlegte seinen Sitz nach Dubai und gehörte nach 2017 zwischenzeitlich offiziell der Geschäftsfrau Sandra Vaughn. Kinahan tritt nach außen hin nur als Berater auf. Die Besitzverhältnisse sind inzwischen nicht mehr klar nachzuvollziehen.
Zu den mehr als 200 Boxern und mehr als 100 MMA-Kämpfern, die bei MTK unter Vertrag stehen, gehören Thomas Stalker, Liam Smith, Carl Frampton und Billy Joe Saunders. Als Trainer arbeitet dort u. a. Jamie Moore. Kinahan erregte Aufsehen, als er ankündigte, beim Kampf zwischen Tyson Fury und Anthony Joshua erstmals die Weltmeister-Gürtel der vier großen Boxverbände gleichzeitig zu vergeben. Der deutsche Boxpromoter Kalle Sauerland bezeichnet Kinahan als einen sehr engen, alten Freund.
MTK Global kündigte an, auch ins Fußballgeschäft einzusteigen. Ein groß angelegtes Verfahren US-amerikanischer Strafverfolgungsbehörden führte aber dazu, dass MTK im April 2022 seinen Betrieb vollständig einstellte.

## Privatleben
Kinahan lebt seit etwa 2016 unbehelligt in Dubai. Im Mai 2017 heiratete er dort im Hotel Burj Al Arab Caoimhe (geborene Robinson). Bei der Hochzeit waren zahlreiche, später international verfolgte Kriminelle zu Gast.